# 库拉索总督

库拉索总督的总督旗。

库拉索总督（荷蘭語：Gouverneur van Curaçao）是荷兰王国国家元首（威廉-亚历山大国王）在库拉索国的代表。总督的职责是双重的：他既要维护荷兰王国在库拉索国的普遍利益；同时他也是库拉索国的政府首脑。库拉索总督向荷兰王国政府负责。
作为政府首脑，库拉索总督享有豁免权。总督在部长们的职责下行使行政权，而部长们则对库拉索国负责。总督没有政治责任，也不是内阁成员。但在组成内阁之前，总督发挥着重要作用。
库拉索总督由荷兰王国国王任命，任期六年；这个任期可以再延长六年。
总督在其内阁的支持下展开工作，而总督内阁由总督任命的秘书组成。除此之外，总督身边还有一个至少有5名由他任命的顾问所组成的咨询委员会为他提供建议，例如针对各条例、法令、王国法律及一般行政命令的草案。

## 总督列表
2010年10月10日，库拉索成为荷兰王国下的一个独立构成国（分治状态）。在此之前，荷属安的列斯总督会兼任库拉索总督。库拉索的首任总督是弗里茨·胡德赫德拉赫，他在荷属安的列斯解体之前也是荷属安的列斯总督。
由于健康原因，胡德赫德拉赫在2012年年底辞职，随后总督职责交由阿黛尔·范·德·普吕伊姆-维雷德代理。2013年6月24日，代理总督普吕伊姆-维雷德在阿姆斯特丹堡向其副手，代理第二总督诺尔达·罗默-肯尼帕宣誓就职。
2013年11月4日，露西尔·乔治-沃特向荷兰国王威廉-亚历山大宣誓就任第2届库拉索总督。